# Introspective (album)
Introspective – trzeci studyjny album duetu Pet Shop Boys. Został wydany po raz pierwszy 11 października 1988 r. Jest najlepiej sprzedającym się albumem Pet Shop Boys, sprzedającym się w ponad 4,5 milionach egzemplarzy na całym świecie.
Jest tak nazwany, ponieważ "wszystkie piosenki, mimo że jest to album taneczny, są introspekcyjne". Być może największą zmianą w brzmieniu Pet Shop Boys na tym albumie jest coraz większa uwaga poświęcona orkiestracji z użyciem prawdziwych orkiestr, szczególnie na wyprodukowanym przez Trevora Horn "Left to My Own Devices", którego wyprodukowanie zajęło miesiące.

## Lista utworów
1. "Left to My Own Devices" – 8:16
2. "I Want a Dog" – 6:15
3. "Domino Dancing" – 7:40
4. "I'm Not Scared" – 7:23
5. "Always on My Mind/In My House" – 9:05
6. "It's Alright" – 9:24

### Further Listening 1988–1989
1. "I Get Excited (You Get Excited Too)" – 5:35
2. "Don Juan" (wersja demo) – 4:22
3. "Domino Dancing" (wersja demo) – 4:47
4. "Domino Dancing" (wersja alternatywna) – 4:52
5. "The Sound of the Atom Splitting" – 5:13
6. "What Keeps Mankind Alive?" – 3:26
7. "Don Juan" (disco mix) – 7:35
8. "Losing My Mind" (disco mix) – 6:09
9. "Nothing Has Been Proved" (demo dla Dusty) – 4:51
10. "So Sorry, I Said" (demo dla Liza) – 3:26
11. "Left to My Own Devices" (7" mix) – 4:47
12. "It's Alright" (10" version) – 4:47
13. "One of the Crowd" – 3:56
14. "It's Alright" (7" version) – 4:20
15. "Your Funny Uncle" – 2:18

## Twórcy
- Neil Tennant – wokal, gitara, instrumenty klawiszowe
- Chris Lowe – instrumenty klawiszowe